# モハンマド・ラシード・マザーヘリー
モハンマド＝ラシード・マザーヘリ－(ペルシア語: محمدرشید مظاهری、Mohammad Rashid Mazaheri、1989年5月18日-)はイランのサッカー選手。ポジションはGK。トラークトゥール・サーズィーFC所属。

## 経歴
2013-2014シーズンから所属したゾブ・アハンFCでは、はじめこそリザーブでのプレー中心であったが、翌シーズンから正ゴールキーパーに抜擢される。2019年6月8日、トラークトゥール・サーズィーFCに4年契約で移籍した。

### 代表歴
A代表初出場は、2016年3月24日の2018 FIFAワールドカップ・アジア2次予選・インド戦。
2018 FIFAワールドカップを戦うイラン代表の本大会メンバーに選出された。

## 代表歴

### 出場大会
- イラン代表
  - 2018 FIFAワールドカップ

### 試合数
- 国際Aマッチ 3試合 0得点（2016年-2017年）[3]

| イラン代表 | 国際Aマッチ | 国際Aマッチ |
| 年         | 出場        | 得点        |
| ---------- | ----------- | ----------- |
| 2016       | 2           | 0           |
| 2017       | 1           | 0           |
| 通算       | 3           | 0           |